# العلاقات البريطانية الليبية
العلاقات البريطانية الليبية هي العلاقات الثنائية التي تجمع بين المملكة المتحدة وليبيا.

## مقارنة بين البلدين
هذه مقارنة عامة ومرجعية للدولتين:
| وجه المقارنة                                              | المملكة المتحدة                 | ليبيا                                       |
| --------------------------------------------------------- | ------------------------------- | ------------------------------------------- |
| المساحة (كم2)                                             | 242.50 ألف                      | 1.76 مليون                                  |
| عدد السكان (نسمة)                                         | 66.02 مليون                     | 6.37 مليون                                  |
| الكثافة السكانية (ن./كم²)                                 | 272.25                          | 3.62                                        |
| العاصمة                                                   | لندن                            | طرابلس                                      |
| اللغة الرسمية                                             | لغة إنجليزية، اللغة الويلزية    | اللغة العربية، اللغة العربية الفصحى الحديثة |
| العملة                                                    | جنيه إسترليني                   | دينار ليبي                                  |
| الناتج المحلي الإجمالي (بليون دولار)                      | 2.62 تريليون                    | 50.98 مليار                                 |
| الناتج المحلي الإجمالي (تعادل القوة الشرائية) بليون دولار | 2.72 تريليون                    | 69.32 مليار                                 |
| الناتج المحلي الإجمالي الاسمي للفرد دولار أمريكي          | 43.88 ألف                       |                                             |
| الناتج المحلي الإجمالي للفرد دولار أمريكي                 | 40.23 ألف                       | 15.60 ألف                                   |
| مؤشر التنمية البشرية                                      | 0.907                           | 0.724                                       |
| رمز المكالمات الدولي                                      | +44                             | +218                                        |
| رمز الإنترنت                                              | .uk، .gb                        | .ly                                         |
| المنطقة الزمنية                                           | توقيت غرينيتش، توقيت غرب أوروبا | ت ع م+02:00، توقيت شرق أوروبا               |

## منظمات دولية مشتركة
يشترك البلدان في عضوية مجموعة من المنظمات الدولية، منها:
| علم المنظمة | اسم المنظمة                        | تاريخ انضمام المملكة المتحدة | تاريخ انضمام ليبيا |
| ----------- | ---------------------------------- | ---------------------------- | ------------------ |
|             | الاتحاد الدولي للاتصالات           | 24 فبراير 1871               | 3 فبراير 1953      |
|             | مؤسسة التنمية الدولية              | 24 سبتمبر 1960               | 1 أغسطس 1961       |
|             | منظمة حظر الأسلحة الكيميائية       | ?                            | ?                  |
|             | يونسكو                             | 4 نوفمبر 1946                | 27 يونيو 1953      |
|             | الأمم المتحدة                      | 24 أكتوبر 1945               | 14 ديسمبر 1955     |
|             | وكالة ضمان الاستثمار متعدد الأطراف | 12 أبريل 1988                | 5 أبريل 1993       |
|             | البنك الدولي للإنشاء والتعمير      | 27 ديسمبر 1945               | 17 سبتمبر 1958     |
|             | البنك الإفريقي للتنمية             | ?                            | ?                  |
|             | الاتحاد البريدي العالمي            | ?                            | ?                  |
|             | مؤسسة التمويل الدولية              | 20 يوليو 1956                | 18 سبتمبر 1958     |
|             | منظمة الشرطة الجنائية الدولية      | ?                            | ?                  |

## أعلام
هذه قائمة لبعض الشخصيات التي تربطها علاقات بالبلدين:
- آسيا الفاسي (20 أبريل 1984 – )

## وصلات خارجية
- موقع وزارة الخارجية البريطانية
- موقع وزارة الخارجية الليبية